# Roquefixade
Roquefixade település Franciaországban, Ariège megyében. Lakosainak száma 150 fő (2022. január 1.). Roquefixade Ilhat, Leychert, Montferrier, Nalzen, Péreille, Roquefort-les-Cascades és Villeneuve-d’Olmes községekkel határos.

## Népesség
A település népessége az elmúlt években az alábbi módon változott:
| Lakosok száma | 139  | 168  | 170  | 146  | 152  | 151  | 149  | 147  | 146  | 150  |
|               | 1968 | 1982 | 1990 | 2006 | 2013 | 2015 | 2017 | 2019 | 2020 | 2022 |